# Taza (Niger)
Taza ist ein Dorf in der Landgemeinde Affala in Niger.

## Geographie
Das von einem traditionellen Ortsvorsteher (chef traditionnel) geleitete Dorf befindet sich etwa 26 Kilometer nördlich von Affala, dem Hauptort der gleichnamigen Landgemeinde, die zum Departement Tahoua in der gleichnamigen Region Tahoua gehört. Zu den Siedlungen in der näheren Umgebung von Taza zählen Gawaye im Nordwesten, Gambane im Osten, Gadiyaw im Süden, Amaloul Nomade im Südwesten und Anékar im Westen.
Taza liegt auf einer Höhe von 468 m am Nordrand der Landschaft Ader. Das Dorf ist Teil der Sahelzone. Die durchschnittliche jährliche Niederschlagsmenge beträgt hier zwischen 300 und 400 mm.

## Geschichte

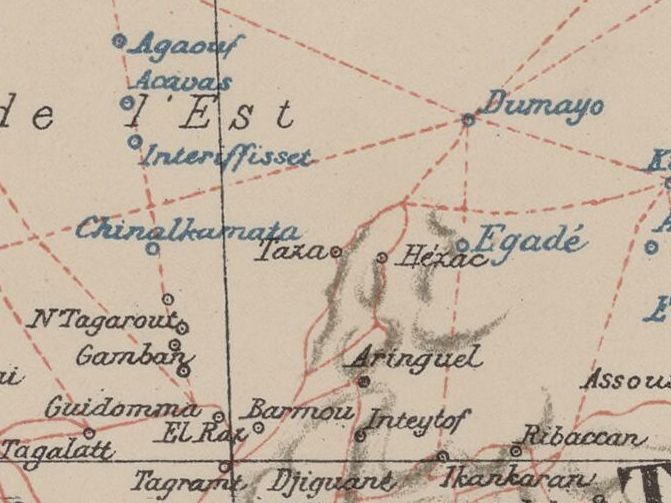
Ausschnitt einer Karte von 1903 mit Taza im Zentrum

Das Dorf gehörte im letzten Drittel des 19. Jahrhunderts zum Herrschaftsgebiet der Tuareg-Untergruppe Ullemmeden, das sich Richtung Südosten bis nach Tamaské erstreckte.

## Bevölkerung
Bei der Volkszählung 2012 hatte Taza 7040 Einwohner, die in 1109 Haushalten lebten. Bei der Volkszählung 2001 betrug die Einwohnerzahl 4209 in 699 Haushalten und bei der Volkszählung 1988 belief sich die Einwohnerzahl auf 3143 in 577 Haushalten.

## Wirtschaft und Infrastruktur
Im Dorf gibt es einen Viehmarkt, auf dem wegen seiner Lage am Rand des großen Weidelands im Norden die Züchter ihre Tiere direkt an den Mann bringen. Mit einem Centre de Santé Intégré (CSI) ist ein Gesundheitszentrum vorhanden. Es gibt eine Schule. Durch Taza führt die 273,5 Kilometer lange Nationalstraße 29 zwischen Tsernaoua und Tillia.

## Persönlichkeiten
- Adamou Namata (* 1954), Manager und Politiker